# Волосько-василівські могильники
Волосько-василівські могильники - група археологічних пам'яток, переважно раннього етапу середнякам'яної доби у Надпоріжжі на південний схід від міста Дніпро. Є найдавнішими могильниками Європи.
Мезолітичні могильники Надпоріжжя (розкопані в 1952-1955 роках) - Волоський, Василівський I, III і Чаплівський відносяться до тієї ж групи, що й поховання південно-західного Криму, зокрема у Байдарській долині та в каньйон Чорної річки, пов'язаної з цією долиною (Фатьма-Коба, Мурзак-Коба). На решті території України поховання мезолітичного часу невідомі.

## Волоський могильник
Найстародавніший могильник групи є Волоський у однойменному селі Волоське Дніпровського району на правому березі Дніпра. Волоський могильник має 19 поховань, з них скорчених на правому боці - 13 і на лівому - 1; скорчені на спині - 2; витягнуті - 2; невизначене положення тіла - 1; 1 парна могила.
Переважна більшість похованих було в скорченому положенні на боці. Серед кісток скелетів знайдені вістря стріл. Одне з них стирчало в шийному хребці похованого.

## Василівські могильники
Василівський-І і Василівський-ІІІ могильники розташовані на третій терасі на лівому березі Дніпра біля села Василівки Синельниківського району. Розкопки у Волоському і Василівці дали висновки про обряд поховань та антропологічний склад мезолітичного населення в Україні. 
Багато поховані були посипані порошком червоної вохри. Серед кісток виявлені наконечники стріл. Поховання, зазвичай поодинокі, залягали у верхній частині лесоподібних суглинків. Відзначено потрійні могили і кілька парних. Серед похованих чоловіки, жінки, підлітки та діти. У похованнях виявлено тупоспинні наконечники стріл. У кількох випадках вони стирчали в кістках небіжчиків. У хрестці одного похованого з Василівки-ІІІ виявлений кістяний наконечник списа з крем'яними вкладнем в пазах. На деяких черепах відзначені вм'ятини від сильних ударів.

### Василівський могильник І
Василівський могильник І має 24 поховання, з них скорчених на правому боці - 16; на лівому - 8; 3 парні могили.

### Василівський могильник ІІІ
Василівський могильник ІІІ має 45 поховань, з них скорчених на правому боці - 24; на лівому -9 скорчене на спині - 1; витягнуті - 7; невизначене положення тіла - 4; 3 парні й 3 трійних могили. На Василівському могильнику 3 відзначені дві потрійні могили, мабуть, підньосередньокам'яної доби.
Серед могильників Волосько-Василівського типу в Подніпров'ї найбільшим є Василівський III некрополь. Розташований він на першій лесовій терасі лівого берега Дніпра в Надпоріжжі. Відкрито Олександром Бодянським; досліджено Дмитром Телегіним (Телегін, 1962). Всього виявлено 45 кістяків; крім того, кілька поховань тут були розчищені Абрамом Столяром в 1951 р Центральна частина могильника, на жаль, була зруйнована глибоким яром. Якщо допустити, що частота поховань і в цій частині була така ж, як і на дослідних ділянках, то всього в могильнику було не менше 60-70 могил. Таким чином, це найбільший мезолітичний могильник в Надпоріжжі. Могили розміщені компактною групою на площі близько 100 кв. м.
За обрядом поховань і до деякої міри розміщення могил всі вони діляться на дві нерівні групи: до першої належать 34 скорчених поховання (2-14, 16-28, 30, 37-39, 41, 43), до другої - сім витягнутих (1, 31-36). До другої групи, очевидно, слід віднести і поховання 15, від якого зберігся лише череп. Положення трьох зруйнованих поховань (За, 29, 40) визначити не вдалося.
Поховання першої групи - зігнуті на правому (24) або, рідше, лівому (9) боці. Переважна більшість їх орієнтоване у південному і східному напрямках. Руки похованих у всіх випадках, коли вдалося простежити, зігнуті в ліктях, кисті напроти особи, вони ніби прикривають його або, складені долонями разом, перебувають поблизу нього.
У першій групі за обрядом поховання дещо осібно стоїть тільки поховання 8, в якому похований був покладений в сильно зігнутому положенні на спині. У похованнях 18, 25, 42, крім того, черепа лицьовою частиною були повернені майже вниз.
До другої групи витягнутих поховань некрополя відносяться дві потрійні могили (31-33 і 34-36) і одна одиночна (1). Потрійні поховання орієнтовані на південний захід. Поховання 1 покладено головою на південь. У п'яти похованнях цієї групи (з семи) кістяки лежать у витягнутому положенні на спині, обличчям вправо або вліво. Ноги прямі, лише в похованні 34 вони нижче колін відкинуті вправо. Руки частіше злегка зігнуті в ліктях, кисть на тазі або поблизу від нього. У двох випадках (31, 34) ліва рука похованих зігнута в лікті під гострим кутом, кисть в області грудей.
Знахідок при скелеті розглянутого некрополя виявлено дещо більше, ніж у Волоському і Василівському I. При скелети першої групи 5, 12, 37 знайдені уламки наконечників стріл у вигляді вістрів з прямим затупленим краєм. Два з них застрягли в кістках похованих: один в ребрі скелета 12, другий - в хребті скелета 37. Обидва від удару об кістку зламалися або ж розтріснулися на дрібні шматочки. Аналогічні вістря виявлені при скелети та інших мезолітичних могильників Надпоріжжя.
При витягнутих скелетах другої групи знайдені уламок кістяного списа з крем'яними вкладнями, який також застряг в плечової кістки похованого 34, витягнутий трикутник і асиметрична трапеція, за формою дуже близька до трикутника.

## Чаплівський могильник
Чаплівський могильник має 5 поховань, усі скорчені на лівому боці. Розташований біля Чаплів на півночі від усіх могильників групи на острові Ігрень біля початку Дніпрових порогів.  Мезолітичні поховання Чаплівського могильника були вивчені Аркадієм Добровольським в 1954 році. За часом за Чаплівським могильником слідували Василівський-І та Василівський-ІІІ.

## Кримські могильники групи
Могила у Фатьма-Коба має 1 поховання скорчене на правому боці.
Могила у Мурзак-Коба має 1 парне поховання з витягнутим положенням тіл.

## Обряд поховання
Основним обрядом поховання було скорчене трупопокладення в позі «адорації». Орієнтація похованих нестійка, але переважає східна і південно-східна. Деякі поховані посипані червоною охрою. Знахідок при похованнях мало. При десяти з них знайдені вістря з затупленою спинкою, цілі або в уламках; багато з них стирчали в кістках небіжчиків.
Наявність в кістках похованих наконечників стріл і копій свідкує про військові зіткнення населення.
Основним обрядом поховання цього населення слід вважати скорчене трупопокладення на правому або лівому боці, хоча тут відомі і витягнуті поховання.
Орієнтація похованих не постійна, хоча переважає трупопокладення головою на схід і південний схід, рідше на південь. На північ і захід були орієнтовані лише деякі з померлих. У всіх могильниках переважають поодинокі поховання, виявлено лише 8 парних і 3 потрійних поховання. Серед останніх 2 могили з витягнутими на спині похованими з Василівки III.
У Волоському і Василівці I, III, де виявлено найбільше поховань, могили займають компактну невелику ділянку. Відзначено неодноразові випадки часткового перекривання одного скелета іншим. Велика скорчені поховання в центрі некрополя, ніж на периферії, що відзначав Аврам Столяр, для Василівки I, як і розміщення тут могил в дві лінії, на прикладі інших могильників не простежується. На площі Волоського могильника виділяються, однак, дві окремі його частини, які відокремлені не тільки територіально, а й за обрядом поховання.

## Інвентар
При скелеті Василівки I і шестьох з Василівки III виявлені сліди червоної вохри. Частіше і особливо густо порошком охри засипалися дитячі поховання. Охра відсутня при похованнях у Волоському, Чаплівському могильниках, як і в могилах Фатьма-Коби і Мурзак-Коби.
За виключенням знахідок раковини перлівниця і окремих маловиразних уламків крем'яних і кістяних виробів, то у всіх могильниках відзначаються лише 10 інвентарних поховань: у Волоському 3 скелета, у Василівському-I - 2 скелети і у Василівському-III - 5 поховань. На них виявлені крем'яні вістря на пластинах з рівно притупленим краєм, а також 2 геометричні мікроліти (трапеції, трикутник) і кістяний наконечник списа з пластинами-вкладишами в пазах.

## Релігія
З обряду поховання та орієнтації небіжчиків люди середньокам'яної доби в Подніпров'ї поклонялися небесним світилам, перш за все висхідному сонцю.

## Антропологія
За визначенням антропологів (Є. В. Жиров, Г.Ф. Дебец, М. М. Герасимов, Т.С. Кондукторова, І. І. Гохман та інші), люди, поховані в середньокам'яних могильниках, помітно різняться антропологічно між собою. Зіставляючи всі дані вимірювань черепів, можна говорити про три основні типи населення в середньокам'яну добу на Україні:
- давньосередземноморський «волоський» тип вузьколицих грацильних людей (Волоський могильник);
- «помірно широколиций ортогнатностий» Василівський перший тип (Василівка 1, скорчені поховання Василівки-3 та інші);
- вузьколиций прогнатний «Василівський другий» тип, до якого відносяться витягнуті поховання Василівки-3.

За підрахунками Інна Потєхіною, середня тривалість життя середньокам'яного населення України становила 23 роки. Вивчення антропологічних матеріалів середньокам'яних могильників дозволяє зробити висновок про зміну населення в цей час, де на більш ранніх етапах мезоліту переважали в основному типи вузьколицих грацильних людей волоського типу, а на пізніх помітна домішка кроманьйонського елементу, що призвело до появи більш широколицього Василівського першого типу. Зміни типу населення проходили поступово і супроводжувалися метисацією і змішуванням різних популяцій: кроманьйонців, що проникали сюди з півночі, і середземноморців з півдня. Можливо, проникнення в Наддніпрянщину. як перших, так і других носило характер неодноразових хвиль, про що свідчить, наприклад, поява за пізньої середньокам'яної доби знову вузьколицього прогнатного другого Василівського типу, а також поширення тут за новокам'яної доби широколицього вовнізького типу.  

## Типологія
Поховання середньокам'яних могильників України розділені на 2 основних типи: 
- скорчені на боці, кількісно переважають, присутні у всіх могильниках Надпоріжжя, а також в кримському гроті Фатьма-Коба; ноги зазвичай сильно підігнуті, руки зігнуті в ліктях, кисті - перед обличчям;
- витягнуті на спині.

## Часові межі
Серед могильників Надпоріжжя найбільш ранніми є західна частина Волоського, за яким слідує Василівськи І. й нарешті Василівський III, де помітно переростання поховань скорченої групи в витягнутопокладену групу. Ця думка, висловлена Дмитром Телєгіним при публікації матеріалів Василівського III, знайшла підтримку у висновках А. Хойслер і Юрія Колосова. Вік поховань східної частині Волоського могильника, де з'являються витягнуті поховання, ймовірно, близький Василівському III.